# FlatOut 2
FlatOut 2 est un jeu vidéo de course sorti en 2006 sur PlayStation 2, Windows, Mac OS et Xbox. Le jeu a été développé par Bugbear Entertainment puis édité par Empire Interactive, il fait suite à FlatOut. Il existe une version HD de ce jeu FlatOut: Ultimate Carnage sorti en 2007 sur Xbox 360 puis en 2008 sur PC (Windows).

## Système de jeu
Le gameplay se veut être le plus simple possible pour une prise en main rapide. Dans les courses, l'objectif est de terminer avant les autres, mais tous les coups sont permis vis-à-vis des adversaires (Pousser les adversaires contre un poteau, leur rentrer dedans, etc.) un peu à la manière d'une course de Stock-car. Il faut également ne pas se faire détruire son véhicule.
Un système de nitro permet de donner plus de vitesse à son véhicule. La nitro s'acquiert soit en tamponnant les autres véhicules, soit en faisant des sauts, soit en détruisant les nombreux objets du décor.
Un véhicule endommagé ne peut être réparé.
Lors d'un choc particulièrement violent (avec une voiture ou un objet fixe du décor), le pilote peut faire le Crash Out si particulier à l'univers de FlatOut. Le pilote est alors éjecté au travers du pare brise de la voiture.
Les courses se font dans divers environnements : en forêt, dans les champs, dans le désert, dans les canaux et en ville.

## Types de jeux
Le titre propose plusieurs types de jeu :
- La course : L’objectif est de terminer avant les autres concurrents tout en essayant de ne pas détruire son véhicule (et en essayant de détruire ceux des adversaires).
- Le derby : L'objectif est d'être les derniers survivants ou en récoltant le plus de point dans une arène où les voitures doivent s'emboutir jusqu'à être détruites.
- La cascade : Mini jeu dont l'objectif est de faire le plus de points possible. Dans la plupart des cas, il s'agit de prendre de la vitesse avec la voiture et lancer son pilote pour faire la plus longue distance, renverser des quilles, etc.

## Modes de jeux
- Course unique : permet de faire une course rapide
- Mode carrière : permet de faire évoluer son pilote et sa voiture dans une série de courses des 3 types (course, derby, cascade) à la difficulté croissante.

## Mode carrière
Le mode carrière offre trois niveaux de difficulté (les Classes). Chaque niveau possède ses propres voitures. Les voitures peuvent être améliorées à l'atelier (augmentation de vitesse, de résistance, etc.) avec des crédits, la monnaie virtuelle du jeu. Ces crédits peuvent être gagnés soit en fonction de la position à la fin de chaque course, soit en fonction du comportement sur cette même course (le plus destructeur, le plus rapide, etc.), les deux se cumulant. De nouvelles voitures peuvent être achetés avec ces crédits.
Chaque épreuve course se présente sous la forme d'un mini-championnat de plusieurs courses.

## Adversaires
Lors des courses et derbys, les adversaires sont toujours les mêmes et ont toujours le même caractère (agressif, prudent, ...). Ils conduisent également le même véhicule selon le niveau de la course (classe).
| Nom            | Véhicule Classe Derby | Véhicule Classe Course | Véhicule Classe Rues |
| -------------- | --------------------- | ---------------------- | -------------------- |
| Frank Malcov   | Blaster XL            | Nevada                 | Crusader             |
| Jack Benton    | Banger                | Fortune                | Sunray               |
| Jason Walker   | Shaker                | Bullet                 | Speedevil            |
| Ray Carter     | Malice                | Ventura                | Scorpion             |
| Katie Jackson  | Switchblade           | Lancea                 | Chili Pepper         |
| Sally Taylor   | Roamer                | Lentus                 | Road King            |
| Sofia Martinez | Chili                 | CTR                    | Canyon               |

## Multijoueurs
Le titre permet de jouer à plusieurs en réseau local, ou via Internet. Ce mode n'est malheureusement plus disponible sauf à l'aide d'un fichier exécutable du jeu modifié.

## Bande originale
La bande originale de Flatout 2 est composée de 26 chansons. Certaines sont jouées dans les modes de jeu, tandis que d'autres ne sont jouées que dans le menu.
- Alkaline Trio - Fall Victim (Course, cascade et derby) et Mercy Me (Menu)
- Audioslave - Man or Animal (Course et derby) et Your Time has Come (Menu, course et derby)
- Fall Out Boy - 7 Minutes in Heaven (Course et derby) et Snitches and Talkers Get Stitches and Walkers (Course et derby)
- Megadeth - Symphony of Destruction (Menu)
- Mötley Crüe - Dr. Feelgood (Cascade)
- Nickelback - Believe It or Not (Menu) et Flat on the Floor (Course et derby)
- Nine Black Alps - Cosmopolitan (Cascade)
- Papa Roach - Blood Brothers (Cascade) et Not Listening (Course et derby)
- Rise Against - Give It All (Course et derby)
- Rob Zombie - Demon Speeding (Course et derby) et Feel so Numb (Course et derby)
- Supergrass - Richard III (Course et derby) et Road to Rouen (Menu)
- The Chelsea Smiles (en) - Nowhere Ride (Course et derby)
- The Vines - Don't Listen to the Radio (Menu)
- Underoath - Reinventing Your Exit (Menu, course et derby)
- Wolfmother - Dimension (Course et derby) et Pyramid (Course et derby)
- Yellowcard - Breathing (Menu, course et derby) et Rough Landing Holly (Course et derby)
- Zebrahead - Lobotomy for Dummies (Course et derby)